# Przerębska Huta (powiat kościerski)
Przerębska Huta (dodatkowa nazwa w j. kaszub. Przerãbskô Hëta; niem. Englershütte) – osada kaszubska w Polsce położona w województwie pomorskim, w powiecie kościerskim, w gminie Dziemiany.
Osada położona  na terenie Wdzydzkiego Parku Krajobrazowego i nad północnym brzegiem jeziora Radolnego nad Wdą.
W latach 1975–1998 miejscowość administracyjnie należała do województwa gdańskiego.